# 種子島氏
種子島氏（たねがしまし）は、武家・士族・華族だった日本の氏族。鎌倉時代以来大隅国種子島を領し、江戸時代には薩摩藩主島津家の家老家として続き、維新後には士族、後に華族の男爵家に列する。

## 概要

### 平氏伝
同家の家譜では、鎌倉時代初期、平清盛の孫行盛の遺児が、北条時政の養子となり時信と名乗って種子島に入ったのが、後の初代種子島信基（平信基）としており、平氏を名乗っている。また信基は時政の伝手により種子島、屋久島、口永良部島を含む十二島を与えられたとする
鎌倉時代、種子島は鎌倉幕府蔵入地で、地頭は大浦口氏、在島代官は上妻氏であった。
伝・桓武平氏流薩摩平氏である伊作・河邊一族の多禰有道の係累との説もある。

### 肥後氏
ただし、実際は承久の乱後に大隅国の守護職、島津荘大隅方惣地頭に補任された北条朝時の被官である肥後氏（藤原北家勧修寺流と称す）が守護代・惣地頭代に任じられ、名越氏（北条氏支流）が守護職を解任された後も島津荘大隅方惣地頭は名越氏がそのまま継承し、惣地頭代である肥後氏の嫡流が南北朝時代に多禰嶋を名字としたと考えられる。
もっとも、5代時基より前代は史料がはっきりしない。
鎌倉幕府滅亡後も在地領主（国人）として島を支配。6代時充の頃から「多禰嶋（種子島）」を称する。1408年（応永15年）、8代清時は守護島津元久より屋久島を与えられる。

### 戦国時代、鉄砲伝来
13代恵時は島津家の勝久・貴久の抗争で貴久側につく。1543年（天文12年）、14代時堯の代に鉄砲が伝来。島の古来からの豊富な砂鉄をもとに国産化に成功したことはよく知られる。このために、鉄砲のことを「たねがしま」と呼ぶ俗称が生まれた。また、この頃、大隅国の禰寝氏（根占氏）と屋久島をめぐり激しく抗争している。禰寝氏は肝付氏と結び、種子島氏は島津氏と結んだ。これは「禰寝（根占）合戦」として知られる。
16代久時は島津氏に臣従し、それまで独自に行っていた琉球貿易権や屋久杉の伐採販売権も島津氏の手に渡った。文禄4年（1595年）、太閤検地に伴う所替えで薩摩国知覧に移封された。慶長3年（1598年）には薩摩藩の家老に任命され、江戸時代を通して家老の家柄として1万石の家格を保持した。翌年には知覧から旧領の種子島に移封されたが、屋久島は島津氏の直轄地のままで、鹿児島への在府を義務づけられた。

### 江戸時代
16代久時の娘は島津家家老・伊勢貞昌の子、伊勢貞豊に嫁いで娘（島津光久正室・曹源院殿）を生み、その嫡男島津綱久以降、代々の島津家当主は種子島氏の血を引いている。
23代久道は島津斉興の息子・忠教を押しつけ養子とされ、後に突如撤回されるなど島津家の内紛に翻弄され、早世する。久道死去時には正室御隣の方（島津斉宣の娘・松寿院）との間に儲けた女子2人と側室との間に生まれた女子1人しか子供がなく、男子後継者を欠いた種子島氏は取りつぶしの危機となった。
これを救ったのは御隣の方であり、養嗣子の要請を行うと共に実質的な種子島氏当主となり政務を執り行った。種子島の殖産産業の多くは彼女によって興されたものが多いと言われる。後、久道死後15年目にしてようやく島津斉宣の12男が養子となり24代久珍を名乗るが、これにより鎌倉時代から続いた種子島氏嫡流の男系血統は断絶している（ただし前述の通り、島津綱久の子孫は種子島氏の血を引くため、久珍は種子島氏の女系子孫である）。

### 明治以降
25代久尚の代に明治維新を迎え、士族となった。明治17年（1884年）に華族が五爵制になった際に定められた『叙爵内規』の前の案である『爵位発行順序』所収の『華族令』案の内規（明治11年・12年頃作成）や『授爵規則』（明治12年以降16年頃作成）では万石以上陪臣が男爵に含まれており、種子島家も男爵候補に挙げられているが、最終的な『叙爵内規』では旧万石以上陪臣は授爵対象外となったため結局種子島家は士族のままだった。
明治15年・16年頃作成と思われる『三条家文書』所収『旧藩壱万石以上家臣家産・職業・貧富取調書』は、種子島家について旧禄高を1万5000石余、所有財産を金禄公債1万115円、貸付金1万5000円、田畑4町9反5畝16歩、合歳入金3188円10銭、職業を無職、貧富景況を可と記している。
27代守時は、維新前後の勲功や鉄砲伝来の功績をもって種子島家に授爵があるよう7度にも渡って叙爵請願を行った。これに対して宮内省は種子島家には戊辰戦争での軍資金提供の功績や、鉄砲伝来時に種子島家のことが天聴に達して当時の当主時堯に官位叙任があった事実は認められるものの、それ以外に顕著な勤王の事績はなく授爵には値しないとして不許可としていたが、事実上勲功の有無と関係なく旧万石以上陪臣家が男爵に叙されるようになっていた時期である明治33年（1900年）5月9日に至って守時が男爵に叙された。
28代時望の代に種子島男爵家の邸宅は鹿児島県高麗町にあった。
守時は一族分家から夫人を迎えており、そのため子の時望・時哲は父方・母方双方から種子島氏女系の血をひいている。また、太平洋戦争時、国産ジェットエンジン開発の第一人者で橘花開発に携わっていた種子島時休海軍大佐は種子島氏の一族である。
前述の通り、歴代島津家当主のうち島津綱久の子孫にあたる各当主は種子島氏の血を引いており、香淳皇后の母久邇宮邦彦王妃俔子は最後の薩摩藩主島津忠義の八女に当たるため、昭和天皇と香淳皇后の子孫は種子島氏の血を引く。
司馬遼太郎による紀行文『街道をゆく 種子島みち』には時哲（前代当主の弟「アッキー様」）と時邦（若い当主）が登場している。

## 差配地
- 種子島
  - 肥後氏の代に同島に土着するが、島津氏久の代の頃、種子島地頭には島津氏が補任されていた。よって地頭代に任ずる文書を要する筈であるが現存しない。氏久は今川了俊との抗争に明け暮れていたためか沙汰無し（現状追認）となった。
- 屋久島、口永良部島、口之三島（上三島）
  - 島津元久から与えられる。屋久島を巡り禰寝氏と激しく抗争した。

## 系譜
太字は当主。
実線は実子、点線は養子。

## 一族
- 一之臺 - 傍流の国上氏
- 種子島時貞 - 一之臺の養弟